# La Berceuse
La Berceuse è un dipinto a olio su tela (92x73 cm) realizzato nel 1889 da Vincent van Gogh e conservato nel Museo Kröller-Müller di Otterlo.

## Storia e descrizione
Il dipinto raffigura Augustine Roulin, moglie del postino amico di Van Gogh (ritratto anch'egli nel quadro Il postino Joseph Roulin).
L'opera è influenzata del cloisonnisme di Paul Gauguin, secondo cui ogni superficie deve essere campita uniformemente e contornata da un segno nero. Van Gogh, però, non è così ligio al suggerimento di Gauguin e tratta nel modo a lui consueto la gonna e soprattutto il volto e le mani della donna.
Nelle intenzioni del pittore, questo quadro era destinato a una serie, il quadro doveva costituire il pannello centrale di un trittico, di cui ai lati ci sarebbero dovute essere due nature morte con dipinti dei girasoli, da appendere nelle cabine di una nave, per ricordare ai marinai la dolcezza di una ninna nanna. Il ritratto di Augustine Roulin rappresenta una donna reale e insieme un ideale, un simbolo. Con lo sguardo umile, le mani che stringono il cordone con cui dondolava la culla, (berceuse significa appunto, in francese, "colei che culla"). Lei è un mito femminile, quello della moglie e madre, capace di consolare e di placare l'animo. Van Gogh scrisse al fratello Theo: "ed io sono soltanto l'artista", si riferiva a questa idea mitica della donna, ispiratrice e portatrice dell'armonia necessaria alla creazione, senza la quale l'artista non sarebbe. Il dipinto dov'era così quasi un'immagine di culto, e non importa perciò che sia naturalistico. Il ritratto è fortemente stilizzato: la figura non si distacca dalla parete ma sembra quasi parte della decorazione floreale della tappezzeria. Figura e sfondo sono sullo stesso piano, senza profondità. Senza chiaroscuro, senza volume. La donna si rivela per quello che è: un'imitazione della realtà, ma un'immagine evocativa, un'icona da venerare. La berceuse ha sguardo fisso e malinconico tipico della madre che ha sacrificato tutto di sé.